# Godofredo Engelmann
Godofredo Engelmann (Godefroy en francés) (Mulhouse (Alsacia), 17 de agosto de 1778 - 25 de abril de 1839) fue un escritor e impresor francés de origen franco-germano. 
Nació en un pequeño poblado en el límite entre Francia, Suiza y Alemania. Fue uno de los primeros que introdujo la litografía en su país y luego la llevó a Barcelona en 1820, y a Londres en 1821. En 1837 patentó la cromolitografía.
Entre su producción escrita se cuenta especialmente un tratado sobre litografía. 